# 迪米塔尔·茹廖夫
迪米塔尔·茹廖夫（1925年5月26日—2008年5月26日），保加利亚共产党，是保加利亚的政治家，曾任驻苏联、英国大使。

## 生平
1925年，出生。
1944年，入党，并参加了游击队。
1969年，任保共帕扎尔吉克和布拉戈耶夫格勒区委第一书记。
1971年，任保共中央委员。
1972年，任驻苏联大使。
1987年，任驻英国大使。
2008年，去世。